# Devon Sawa
Devon Edward Sawa (Vancouver, 7 de septiembre de 1978) es un actor de cine y televisión canadiense. Saltó a la fama tras aparecer en la película Casper (1995) interpretando al famoso fantasma.

## Biografía
Hijo de Joyce, ama de casa, y de Edward Sawa, mecánico de refrigeración. Tiene dos hermanos menores llamados Brandon y Stephanie, todos de origen polaco. Sawa comenzó su carrera en 1992 como portavoz de juguetes de acción para niños, y su carrera como actor empezó a desarrollarse rápidamente durante los años 1990. Ha protagonizado las películas Little Giants, Casper, Now and Then (Amigas para siempre), Wild America (Jóvenes aventureros), Idle Hands (El diablo metió la mano). En el año 2000, interpretaría al estudiante Alex Browning en Destino final, la primera película de la franquicia de mismo nombre. En ese mismo año, interpretó a Stan en el video musical de Eminem "Stan", junto con la cantante Dido, quien interpretó a la novia de Stan.
Ha colaborado con el doblaje de voz en Spider-Man: The New Animated Series, interpretando a Flash Thompson.
Durante los últimos años Sawa ha continuado trabajando en el cine independiente con títulos como Extrem Dating, Shooting Gallery, Devil's Den, Creature of Darkness, Endure y Sibling.
En el año 2011, interpretó a Owen Elliot en la serie dramática Nikita de la cadena The CW Television Network. Asimismo, se unió al reparto de dos películas de terror, 388 Arletta Avenue y Sibling.
Está casado con Dawni Sahanovitch y tuvieron a su primer hijo, Hudson, el 9 de enero de 2014. El 21 de marzo de 2016 el matrimonio recibió a su segunda hija, Scarlett Haleena Sawa.

## Filmografía
- 1989: Unsub, serie de televisión.
- 1992: The Odyssey, serie de televisión.
- 1994: Little Giants como Junior
- 1995: Casper (con Christina Ricci) como  Casper McFadden (forma humana)
- 1995: Action Man (actor de voz).
- 1995: Now and Then como Scott Wormer
- 1996: Robin of Locksley (telefilme) como Robin
- 1996: Night of the Twisters (telefilme, con John Schneider)
- 1996: The Boys Club (Amigo o Enemigo) como Eric
- 1997: Wild America (con Jonathan Taylor Thomas).
- 1998: A Cool, Dry Place como Noah Ward
- 1998: SLC Punk! como Sean the Beggar
- 1999: Around the Fire como Simon Harris
- 1999: El diablo metió la mano (Idle Hands) como  Anton Tobias
- 2000: Destino final, de James Wong como Alex Browning
- 2000: Presunto homicida como Nathan Corrigan
- 2000: Stan, videoclip de la canción de Eminem interpretada por Dido
- 2002: Slackers como Dave Goodwin
- 2002: Extreme Ops. en España Riesgo extremo
- 2003: Destino final 2 (cameo) como Alex Browning
- 2003: Spider-Man: The New Animated Series (actor de voz).
- 2004: Extreme Dating en España Citas extremas
- 2005: Shooting Gallery como Paul the Pawn
- 2005: Pool Hall Prophets
- 2006: The Devil's Den como Quinn
- 2007: Hunter's Moon
- 2009: Creature of Darkness
- 2010: Nikita (papel recurrente) como Owen Elliot
- 2010: Endure como Zeth Arnold
- 2011: Destino final 5 (cameo) como Alex Browning
- 2012: The Philly Kid
- 2013: A Resurrection
- 2015: A Warden's Ransom
- 2015: Life on the Line, con John Travolta y Sharon Stone (Hombres de élite en España) como Duncan
- 2017: Somewhere Between como Nico Jackson
- 2019: Plan de escape 3: Los extractores como Lester Clark Jr
- 2020: Hunter Hunter como Mersault
- 2021: Chucky como los gemelos Lucas Wheeler (padre de Jake) y Logan Wheeler (padre de Junior).
- 2021: Black Friday como Ken.
- 2022: Conspiración en Hollywood ,
- 2022: Gasoline Alley, Conspiración explosiva Película de Amazon Prime video.
- 2022: Chucky, como Padre Bryce (Temporada 2)
- 2023/2024: Chucky, como Presidente Collins (Temporada 3)
- 2024: Consumed como Quinn
- 2024: All the Lost Ones como Conrad
- 2025: Heart Eyes como Detective Zeke Hobbs

## Premios
- Premio Saturn por Destino final.